# Граф Корк
Граф Корк (англ. Earl of Cork) — наследственный титул в системе Пэрства Ирландии.

## История
Титул графа Корка был создан в 1620 году для англо-ирландского политика Ричарда Бойля, 1-го барона Бойля (1566—1643). В 1616 году он получил титул лорда Бойля в баронстве Йол (графство Корк). Вместе с графским титулом он был удостоен титула виконта Дангарван в графстве Уотерфорд. Эти титулы являлись пэрством Ирландии. Известный как «великий граф», он родился в Кентербери (Англия), но в 1588 году переселился в Ирландию, где женился на богатой ирландской аристократке и приобрел поместья в графстве Корк. С 1631 по 1643 год — он занимал пост лорда-казначея Ирландии. Его третий сын достопочтенный сэр Роджер Бойль (1621—1679) получил в 1660 году титул графа Оррери. Один из сыновей 1-го графа Корка, Роберт Бойль (1627—1691), физик и натурфилософ, создатель закона Бойля-Мариотта.
В 1643 году после смерти 1-го графа Корка ему наследовал его второй сын Ричард Бойль, 2-й граф Корк (1612—1698). Его старший сын Чарльз, 3-й виконт Дангарван (1639—1694), скончался при жизни отца. В 1642 году после смерти своего младшего брата Льюиса Бойля (1619—1642) Ричард унаследовал титул 2-го виконта Бойля из Kinalmeaky. Он женился на Элизабет Клиффорд, 2-й баронессе Клиффорд, и в 1644 году получил титул барона Клиффорда из Лейнсоборо в графстве Йорк (пэрство Англии). Занимал должности лорда-казначея Ирландии (1660—1695) и лорда-лейтенанта Вест-Райдинг-оф-Йоркшира (1667, 1679—1688). В 1664 году для него был создан титул графа Бёрлингтона (пэрство Англии). Его единственный сын и наследник Чарльз Бойль в 1663 году получил титул виконта Дангарвана. Позднее он представлял Тамворт и Йоркшир в Палате общин Англии. В 1689 году Чарльз Бойль получил титул барона Клиффорда из Лейнсборо.
В 1698 году после смерти Ричарда Бойля, 2-го графа Корка, графский титул унаследовал его внук, Чарльз Бойль, 2-й граф Бёрлингтон (ок. 1674—1704), старший сын 3-го виконта Дангарвана. Он занимал посты лорда-казначея Ирландии (1699—1704) и лорда-лейтенанта Вест-Райдинг-оф-Йоркшира (1699—1704). Его преемником стал единственный сын, Ричард Бойль, 4-й граф Корк и 3-й граф Бёрлингтон (1694—1753). Известный как лорд Бёрлингтон, он был известным архитектором, который создал палладианские здания на севере Европы — его собственная вилла в Чизике и Египетский зал для ассамблей в Йорке. У него не было сыновей и после его смерти в 1753 году титулы барона Клиффорда из Лейнсборо и графа Бёрлингтога пресеклись. Его старшая дочь Шарлотта Элизабет Бойль (1731—1754), жена Уильяма Кавендиша, 4-го герцога Девонширского, унаследовал поместья Бёрлингтон и титул баронессы Клиффорд. Их третий сын Лорд Джордж Огастес Генри Кавендиш (1754—1834) получил в 1831 году титул графа Бёрлингтона.
В 1753 году после смерти Ричарда Бойля, 4-го графа Корка, ему наследовал троюродный брат Джон Бойль, 5-й граф Оррери (1707—1762), который стал 5-м графом Корк. Он происходил от Роджера Бойля, 1-го графа Оррери, третьего сына 1-го графа Корка, и получил в наследство титулы барона Брогхилла (пэрства Ирландии) и барона Бойля из Марстона (пэрство Соединённого королевства), заняв место в Палате лордов Великобритании. Джон Бойль, 5-й граф Корк, был писателем, другом Джонатана Свифта, Александра Поупа и Самюэла Джонсона. В 1762 году ему наследовал второй сын Гамильтон Бойль, 7-й граф Корк и 7-й граф Оррери (1729—1764). Он представлял Шарлевиль в Ирландской палате общин и Уорвик в Палате общин Великобритании. Он умер неженатым в возрасте 33 лет, ему наследовал сводный брат Эдмунд Бойль, 7-й граф Корк (1742—1798). Его титулы унаследовал второй сын Эдмунд Бойль, 8-й граф Корк и 8-й граф Оррери (1767—1856). Генерал британской армии, участник войн с революционной и наполеоновской Францией.
В 1856 году ему наследовал внук, Ричард Бойль, 9-й граф Корк (1829—1904), старший сын капитана Чарльза Бойля, виконта Дангарвана (1800—1834). Лорд Корк был либеральным политиком и занимал должность шталмейстера (1886, 1894—1895). Его старший сын, Чарльз Спенсер Бойль, 10-й граф Корк и Оррери (1861—1925), участвовал во Второй Англо-бурской войне (1899—1902). В 1925 году ему наследовал младший брат, Роберт Джон Бойль, 11-й граф Корк (1864—1934). Он также скончался бездетным, его сменил двоюродный брат, Уильям Генри Дадли Бойль, 12-й граф Корк (1873—1967). Он был сыном достопочтенного Джона Бойля, третьего сына 8-го графа Корка. Лорд Корк был адмиралом британского флота и, в частности, командовал объединенной экспедицией во время захвата Нарвика в 1940 году. Он был бездетным, ему наследовал племянник, Патрик Реджинальд Бойль, 13-й граф Корк (1910—1995). Он был старшим сыном майора достопочтенного Реджинальда Кортни Бойля. Он занимал посты вице-спикера Палата лордов и заместителя председателя комитетов в Палате лордов (1973—1978). Он умер бездетным, и ему наследовал его младший брат, Джон Уильям Бойль, 14-й граф Корк (1916—2003). Его преемником стал старший сын Джон Ричард Бойль, 15-й граф Корк (род. 1945).

## Графы Корк (1620)
- 1620—1643: Ричард Бойль, 1-й граф Корк (13 октября 1566 — 15 сентября 1643), второй сын Роджера Бойля (ум. 1576);
  - Роджер Бойль (1 августа 1606 — 10 октября 1615), старший сын предыдущего;
- 1643—1698: Ричард Бойль, 1-й граф Бёрлингтон и 2-й граф Корк (20 октября 1612 — 15 января 1698), второй сын 1-го графа Корка;
  - Чарльз Бойль, 3-й виконт Дангарван (12 декабря 1639 — 12 октября 1694), старший сын предыдущего;
- 1698—1704: Чарльз Бойль, 2-й граф Бёрлингтон и 3-й граф Корк (ок. 1674 — 9 февраля 1704), старший сын предыдущего, внук 2-го графа Корка;
- 1704—1753: Ричард Бойль, 3-й граф Бёрлингтон и 4-й граф Корк (25 апреля 1694 — 15 декабря 1753), единственный сын предыдущего;
- 1753—1762: Джон Бойл, 5-й граф Корк и 5-й граф Оррери (13 января 1707 — 16 ноября 1762), сын Чарльза Бойля, 4-го графа Оррери (1674—1731) и Леди Элизабет Сесил (1687—1778);
  - Чарльз Бойль, виконт Дангарван (20 февраля 1729 — 16 сентября 1759), старший сын предыдущего от первого брака;
- 1762—1764: Гамильтон Бойл, 6-й граф Корк и 6-й граф Оррери (3 февраля 1729 — 17 января 1764), младший сын 5-го графа Корка от первого брака;
- 1764—1798: Эдмунд Бойл, 7-й граф Корк и 7-й граф Оррери (21 ноября 1742 — 6 октября 1798), единственный сын 5-го графа Корка от второго брака;
  - Джон Ричард Бойль, виконт Дангарван (27 мая 1765 — 8 марта 1768), старший сын предыдущего;
- 1798—1856: Эдмунд Бойль, 8-й граф Корк и 8-й граф Оррери (21 октября 1767 — 29 июня 1856), второй сын 7-го графа Корка;
  - Эдмунд Уильям Бойль, виконт Дангарван (2 октября 1798 — 1 января 1826), старший сын предыдущего;
  - Чарльз Бойль, виконт Дангарван (6 декабря 1800 — 25 августа 1834), второй сын 8-го графа Корка;
- 1856—1904: Ричард Эдмунд Сент-Лоуренс Бойл, 9-й граф Корк и 9-й граф Оррери (19 апреля 1829 — 22 июня 1904), старший сын предыдущего;
- 1904—1925: Чарльз Спенсер Каннинг Бойль, 10-й граф Корк и 10-й граф Оррери (24 ноября 1861 — 25 марта 1925), старший сын предыдущего;
- 1925—1934: Роберт Джон Ласеллес Бойль, 11-й граф Корк и 11-й граф Оррери (8 ноября 1864 — 13 октября 1934), младший сын 9-го графа Корка;
- 1934—1967: Уильям Генри Дадли Бойль, 12-й граф Корк и 12-й граф Оррери (30 ноября 1873 — 19 апреля 1967), старший сын полковника Джеральда Эдмунда Бойля (1840—1927);
- 1967—1995: Патрик Реджинальд Куртене Бойль, 13-й граф Корк и 13-й граф Оррери (7 февраля 1910 — 8 августа 1995), старший сын майора Реджинальда Бойля (1877—1946);
- 1995—2003: Джон Уильям Бойль, 14-й граф Корк и 14-й граф Оррери (12 мая 1916 — 14 ноября 2003), младший брат предыдущего;
- 2003 — настоящее время: Джон Ричард Бойль, 15-й граф Корк и 15-й граф Оррери (род. 3 ноября 1945), старший сын предыдущего;
  - Наследник: Хон (Рори) Джонатан Кортни Бойль, виконт Дангарван (род. 10 декабря 1978), единственный сын предыдущего.